# 共和国革命軍事会議野戦本部
共和国革命軍事会議野戦本部（きょうわこくかくめいぐんじかいぎやせんほんぶ、ロシア語: Полевой штаб Реввоенсовета Республики）は、ロシア内戦時代に存在した共和国革命軍事会議の軍令機関。参謀本部に該当する。

## 概要
1918年9月6日、最高軍事会議本部に基づき設置。当初、共和国革命軍事会議本部（ロシア語: Штаб РВСР）と称されたが、11月8日、共和国革命軍事会議野戦本部に改称された。
1921年2月10日、全ロシア参謀本部と統合され、労農赤軍本部となった。

## 機構
- 作戦局
- 行政登録局
- 登録局 - 情報機関
- 中央軍事報道局
- 航空隊野戦統制局
- 歩兵監察局 - 1919年から
- 騎兵監察局 - 1919年から
- 砲兵監察局 - 1920年から
- 工兵監察局 - 1920年から
- 装甲部隊監察局 - 1920年から
- 軍事経済局
- 軍事衛生局

## 歴代野戦本部長
1. ニコライ・ラッテリ　（1918年9月6日 - 10月21日）
2. F.コスチャエフ　（1918年10月21日　- 1919年6月18日）
3. ミハイル・ボンチ＝ブルエヴィッチ　（1919年6月18日 - 7月22日）
4. P.レベジェフ　（1919年7月22日 - 1921年2月10日）